# نيشان علم جمهورية المجر
وسام علم جمهورية المجر الشعبية ( (بالمجرية: Magyar Népköztársaság Zászlórendje)‏ ) كان وسام دولة من جمهورية المجر الشعبية .
تأسست بالمرسوم رقم 17 لسنة 1956.

## الطبقات
كان النظام في الأصل يحتوي على خمس فئات ، ألغي الرابع والخامس في عام 1963.

## تاريخ
تأسس مجلس رؤساء جمهورية المجر الشعبية في عام 1956 (القانون رقم 17 لعام 1956) «في النضال من أجل السلام أو في بناء البلاد ، وتنمية التعاون والعلاقات الودية بين المجر والدول الأجنبية ، و توطيد السلام والصداقة الدوليين. الاعتراف بالعمالة». كانت في الأصل جائزة من خمس درجات. قانون 35 لسنة 1963. ألغى الرابع. والصف الخامس. قانون 3 لسنة 1976. وسام الجمهورية المجرية الشعبية مزين بالماس ، ووسام الجمهورية الشعبية المجرية المزين بالياقوت ، ووسام الجمهورية الشعبية المجرية المزين بأكاليل الغار. بعد 23 أكتوبر 1989 ، تم تغيير اسمها إلى وسام العلم لجمهورية المجر ، ثم إلى الحادي والثلاثين لعام 1991. بموجب القانون ، توقف تبرعه.

## المستلمون
- أناتولي الكسندروف (فيزيائي)
- ليونيد بريجنيف
- فلاديمير جانيبيكوف
- أناتولي فيليبشينكو
- يوري غاغارين
- هنريك جابونسكي
- يفغيني نيسترينكو
- نيكولاي أوغاركوف
- فيتالي بوبكوف
- قسطنطين بروفالوف
- لازلو سالغو
- بيوتر شافرانوف
- فلاديمير سودتس
- يومجاجين تسيدينبال
- ديمتري أوستينوف
- بوريس فولينوف
- بوريس يجوروف
- أليكسي يبيشيف

## شارة
كانت نجمة النظام عبارة عن نجمة ذهبية ذات 8 نقاط مع نقاط أقصر بينها ، مع العلم الوطني في المنتصف محاطًا بأمجاد الغار. تميزت فئات النظام بالمواد المستخدمة في أمجاد - الذهب مع الماس من الدرجة الأولى ؛ الذهب مع الياقوت للثانية ؛ الذهب للثالث. المينا الخضراء للرابع.